# إيرني بايل
كان إرنست تايلور بايل (3 أغسطس 1900 - 18 أبريل 1945) صحفيًا أمريكيًا حائزًا على جائزة بوليتزر، ومراسل حرب مشهور بقصصه عن الجنود الأمريكيين العاديين خلال الحرب العالمية الثانية. اشتهر بايل أيضًا بالأعمدة التي كتبها، كمراسل متجول مهتم بالشؤون الإنسانية منذ 1935 حتى 1941، لصالح مؤسسة الإذاعة سكريبس هوارد، والتي أكسبته شهرة واسعة لرواياته البسيطة عن الناس العاديين في جميع أنحاء أمريكا الشمالية. استخدم نفس الأسلوب الشعبي المميز، لقصصه المهتمة بالإنسان، عندما دخلت الولايات المتحدة الحرب العالمية الثانية، وذلك في مروياته عن زمن الحرب، وقد استمدها من أحداث المسرح الأوروبي للحرب العالمية الثانية (1942-1944) ومسرح حرب المحيط الهادئ (1945). فاز بايل بجائزة بوليتزر في عام 1944 عن رواياته الصحفية عن جنود المشاة «دوج فيس». قُتل بنيران العدو على جزيرة إيجيما (المعروفة آنذاك باسم إي شيما) خلال معركة أوكيناوا.
كان بايل من أشهر مراسلي الحرب الأمريكيين وقت وفاته عام 1945. نُشر عموده الصحفي في 400 صحيفة يومية، و300 صحيفة أسبوعية في جميع أنحاء البلاد. قال الرئيس هاري ترومان عن بايل: ما من رجل مثله في هذه الحرب روى قصة الرجل الأمريكي المقاتل بشكل جيد كما أراد المقاتلون الأمريكيون أن تُروى. إنه يستحق امتنان جميع أبناء وطنه.

## النشأة والتعليم
وُلد إرنست «إرني» تايلور بايل في 3 أغسطس 1900 في مزرعة سام إلدر، بالقرب من مدينة دانا، في مقاطعة فيرميليون الريفية بولاية إنديانا. والديه هما ماريا (تايلور) وويليام كلايد بايل. كان والده، في وقت ولادة بايل، مزارعًا في ممتلكات كبار بلدته. لم يلتحق أي من والدي بايل بالمدرسة بعد الصف الثامن.
كان بايل الطفل الوحيد الذي يكره الزراعة ويمارس حياة أكثر ميلًا للمغامرة. جُند في بحرية الولايات المتحدة الأمريكية خلال الحرب العالمية الأولى، بعد تخرجه من مدرسة ثانوية محلية في بونو، بلدة هيلت، مقاطعة فيرمليون بولاية إنديانا. بدأ بايل تدريبه في جامعة إلينوي في أوربانا شامبان، ولكن الحرب انتهت قبل أن يُنقل إلى محطة التدريب البحرية للبحيرات العظمى لتلقي تدريب إضافي.
التحق بايل بجامعة إنديانا عام 1919، وكان يطمح أن يصبح صحفيًا، ولكن لم تكن جامعة إنديانا تقدم شهادة في الصحافة في ذلك الوقت، لذلك تخصص بايل في الاقتصاد، وحضر أكبر عدد ممكن من دورات الصحافة قدر استطاعته. بدأ بايل دراسة الصحافة في سنته الثانية، وهو نفس العام الذي انضم فيه إلى جمعية سيجما ألفا إبسيلون، وبدأ العمل في صحيفة إنديانا ديلي ستيودنت، وهي صحيفة طلابية. أصبح بايل خلال سنته الأولى محررًا لصحيفة المدينة، ومحررًا لأخبارها، كما عمل في أرابتاس، وهو الكتاب السنوي للحرم الجامعي، على الرغم من أنه لم يستمتع بالعمل المكتبي. طور بايل أسلوبه البسيط في كتابة القصص عندما كان طالبًا في جامعة إنديانا، وأصبح له في ما بعد أسلوبه الخاص كصحفي محترف، ما أكسبه ملايين القراء ككاتب عمود في مؤسسة سكريبس هوارد للإذاعة والصحف.
ترك بايل، إلى جانب ثلاثة من أصدقائه، الدراسة بالجامعة لمدة فصل دراسي، وذلك في مارس 1922، خلال سنتهم الأولى بجامعة إنديانا، للحاق بفريق الجامعة لكرة البيسبول في رحلة إلى اليابان. وجد بايل وزملاؤه عملًا على متن سفينة إس. إس. كايستون ستات. رست السفينة، خلال رحلتها عبر المحيط الهادئ، في موانئ كشنغهاي، وهونغ كونغ، ومانيلا، وكذلك اليابان قبل العودة إلى الولايات المتحدة. استمر اهتمام بايل بالسفر واستكشاف العالم في سنواته الأخيرة كمراسل.
عاد بايل إلى جامعة إنديانا في مدينة بلومنغتون، بعد رحلته عبر المحيط الهادئ، حيث عُين رئيسًا لتحرير صحيفة إنديانا سمر ستيودنت، وهي الطبعة الصيفية لصحيفة الحرم الجامعي. واصل بايل عمله في صحيفتي دايلي ستيودنت وأرابتس، خلال سنته الأخيرة في جامعة إنديانا. انضم أيضًا إلى سيجما دلتا تشي، جمعية الصحفيين المحترفين، وكان نشطًا في نوادي الحرم الجامعي الأخرى. اُختير بايل كمدير أول لفريق جامعة إنديانا لكرة القدم في عام 1922، ما جعله يصبح ليترمان مع أعضاء الفريق الآخرين.
ترك بايل الجامعة، في يناير 1923، مع تبقي فصل دراسي واحد فقط له على التخرج. تولى وظيفة مراسل صحفي بصحيفة ديلي هيرالد، وذلك لمدة ثلاثة أشهر بمدينة لا بورت بولاية إنديانا، وتكسب 25 دولارًا في الأسبوع، قبل أن ينتقل إلى واشنطن العاصمة لينضم إلى طاقم العاملين في صحيفة واشنطن ديلي نيوز.

## حياته الشخصية
التقى بايل بزوجته المستقبلية، جيرالدين إليزابيث «جيري» سيبولدز (23 أغسطس 1899 - 23 نوفمبر 1945)، وهي من مواليد ولاية مينيسوتا في حفلة عيد الهالوين في واشنطن العاصمة في عام 1923. وتزوجا في يوليو من عام 1925. وفي السنوات الأولى من زواجهما سافر الزوجان عبر البلاد معًا. وفي أعمدة صحيفة بايل التي تصف رحلاتهم، غالبًا ما أشار إليها باسم «تلك الفتاة التي تسافر معي». وفي يونيو عام 1940 اشترى بايل عقارًا على بعد نحو 3 أميال (4.8 كم) من وسط مدينة ألباكركي في نيو مكسيكو، وكان منزلًا متواضعًا مساحته 1145 قدمًا مربعًا (106.4 مترًا مربعًا) مبنيًا على الموقع. وكان المكان بمثابة مقر إقامة الزوجين في الولايات المتحدة طوال الفترة المتبقية من حياتهما.
كانت علاقة إرني وجيري بايل عاصفة. وغالبًا ما اشتكى من مرضه، وكان «مدمنًا شديدًا على الكحول في بعض الأحيان»، وعانى من نوبات اكتئاب، وتفاقمت حالته لاحقًا من ضغوط عمله كمراسل عسكري خلال الحرب العالمية الثانية. وعانت زوجته من إدمان الكحول وفترات من المرض النفسي (الاكتئاب أو اضطراب ثنائي القطب). كما أقدمت على عدة محاولات انتحار. وعلى الرغم من أن الزوجين انفصلا في 14 أبريل عام 1942، إلا أنهما تزوجا بالوكالة في مارس من عام 1943، بينما كان بايل يغطي الحرب في شمال إفريقيا. ولم ينجب الزوجان أطفالًا. وقد أفادت الصحف أن جيري بايل «تلقت نبأ [وفاة زوجها] بشجاعة»، لكن صحتها تدهورت بسرعة في الأشهر التي أعقبت وفاته في 18 أبريل عام 1945، بينما كان يغطي عمليات القوات الأمريكية في آي شيما. وتوفيت جيري بايل من مضاعفات الإنفلونزا في ألباكركي بولاية نيو مكسيكو في 23 نوفمبر عام 1945.

## مسيرته المهنية

### مراسل شؤون الموظفين وكاتب عمود في مجال الطيران
في عام 1923 انتقل بايل إلى واشنطن العاصمة، لينضم إلى فريق العمل كمراسل لصحيفة واشنطن ديلي نيوز، وهي صحيفة تابلويد سكريبس هوارد الجديدة، وسرعان ما أصبح محررًا للنسخ أيضًا. وحصل بايل على 30 دولارًا في الأسبوع مقابل خدماته، وبدأ مسيرته المهنية مع سكريبس هوارد والتي استمرت لبقية حياته. عندما انضم بايل إلى الديلي نيوز، كان جميع المحررين من الشباب، بما في ذلك رئيس التحرير جون إم غليسنر، ولي جي ميلر (الذي أصبح صديقًا لبايل مدى الحياة)، وتشارلز إم إيغان، وويليس «جون» ثورنتون جونيور، وبول ماكريا.
بحلول عام 1926 استقال بايل وزوجته جيرالدين «جيري» من وظيفتيهما. وفي غضون عشرة أسابيع سافر الزوجان أكثر من 9000 ميل عبر الولايات المتحدة في سيارة فورد موديل تي رودستر. وبعد العمل لفترة وجيزة في مدينة نيويورك لصالح إيفنينغ وورلد ونيويورك بوست، عاد بايل إلى الديلي نيوز في ديسمبر عام 1927 لبدء العمل في أحد أعمدة الطيران الأولى والأكثر شهرة في البلاد، والذي كتبه لمدة أربع سنوات. وظهر عمود بايل في مجموعة صحف سكريبس هوارد منذ عام 1928 حتى عام 1932. على الرغم من أنه لم يصبح طيارًا للطائرة مطلقًا، فقد طار بايل لمسافة 100,000 ميل (160,000 كم) كراكب. كما قالت أميليا إيرهارت لاحقًا، «أي طيار لا يعرف بايل كان نكرة».